# Naprzód Janów
Le Naprzód Janów est un club de hockey sur glace de Katowice dans la voïvodie de Silésie en Pologne. Il évolue dans le Championnat de Pologne de hockey sur glace.

## Historique
Le club est créé en 1920 sous le nom de Gornik Janov. En 1962, il est renommé Naprzód Janów.

## Palmarès
- Aucun titre.